# 熊本県立蘇陽高等学校
熊本県立蘇陽高等学校（くまもとけんりつ そよう こうとうがっこう）は、かつて熊本県上益城郡山都町に所在した公立の高等学校。

## 設置学科
- 普通科

## 所在地
- 〒861-3902 熊本県上益城郡山都町滝上223

## 概要

### 少子化に伴う高校再編
熊本県教育委員会が2007年5月15日に公表した「県立高等学校再編整備等実施計画（前期）素案」によると、2009年に蘇陽高校と矢部高校を統合し、新校を開設するとしている。新校の募集定員は120人の3学級編成で、現矢部高校を校地とする、新校では普通科、生活・園芸科、林業科を1学級ずつ開設するとしている。生活・園芸科には園芸コース、食農コースを、林業科には林業コース、森林インストラクターコースをそれぞれ設ける。現在矢部高校が導入している総合選択制については新校でも引き続き導入されることになっていた。

### 指定校
- 1985年（昭和60年）5月7日 - 昭和60、61年度文部省勤労体験学習研究指定校に指定
- 1991年（平成3年）4月1日 - 平成3・4年度文部省奉仕等体験学習研究推進校に指定
- 2002年（平成14年）4月1日 - 熊本県「総合的な学習の時間」の研究指定校

## 沿革
1951年（昭和26年）
- 4月1日 - 熊本県阿蘇郡馬見原町大字滝上字下鶴477番地に設置認可
- 4月17日 - 熊本県立矢部農林高等学校馬見原分校（定時制・農林科）開校。

1956年（昭和31年）
- 3月24日 - 熊本県阿蘇郡馬見原町大字滝上字下鶴460番地の独立校舎に移転

1960年（昭和35年）
- 4月1日 - 全日制移行認可
- 12月3日 - 創立10周年記念式典挙行

1965年（昭和40年）
- 4月1日 - 熊本県立矢部高等学校馬見原分校に校名変更認可

1970年（昭和45年）
- 4月1日 - 農業科を普通科に切替え認可

1971年（昭和46年）
- 4月1日 - 普通科1学級増設、第1学年2学級となる
- 11月20日 - 創立20周年記念式典挙行

1974年（昭和49年）
- 4月1日 - 熊本県立蘇陽高等学校独立昇格

1977年（昭和52年）
- 10月11日 - 阿蘇郡蘇陽町滝上223-2に学校移転

1978年（昭和53年）
- 11月18日 - 校舎落成、創立26周年独立5周年記念式典挙行

1983年（昭和58年）
- 11月5日 - 独立10周年、創立32周年記念式典挙行

1992年（平成4年）
- 10月24日 - ボランティア協力校として厚生大臣表彰

1993年（平成5年）
- 10月23日 - 独立20周年、創立42周年記念式典挙行

2003年（平成15年）
- 11月23日 - 独立30周年、創立52周年記念式典挙行

2012年（平成24年）
- 3月3日 - 閉校記念式典ならびに惜別の宴挙行
- 3月31日 - 閉校